# Омен (фильм, 2006)
«О́мен» (англ. The Omen; от лат. omen «знамение») — мистический триллер. Ремейк одноимённого фильма Ричарда Доннера 1976 года.

## Сюжет
У американского дипломата Роберта Торна (Лев Шрайбер), работающего в Италии, умирает новорождённый сын. Чтобы не огорчать свою жену Кэтрин (Джулия Стайлз), он поддаётся уговору католического священника отца Спилетто (Джованни Ломбардо Радиче) подменить своего сына младенцем, мать которого умерла при родах. Ребёнка называют Дэмиен (Шимус Дэви-Фицпатрик). В следующие пять лет карьера Торна стремительно развивается. Его назначают заместителем посла в Великобритании. После внезапной смерти посла, Роберт занимает его место. На праздновании дня рождения мальчика его гувернантка кончает жизнь самоубийством. Странный священник начинает преследовать Роберта и его родных. Он убеждает Роберта, что тот воспитывает антихриста. Фотограф Габерт (Дэвид Тьюлис) замечает странные знаки на своих фотографиях, как оказалось, связанные со смертью.
Вскоре Роберт узнаёт, что Кэтрин беременна. Но, когда она поливала цветы, Дэмиен врезается в неё на самокате. Кэтрин (Джулия Стайлз) падает с третьего этажа. В больнице к ней приходят Дэмиен и его няня миссис Бейлок (Миа Фэрроу). Та заходит в палату Кэтрин и будит её. Потом достаёт из сумочки шприц, набирает в него воздух и вводит его в капельницу. Кэтрин пытается закричать, но миссис Бейлок зажимает ей рот и смотрит, как она умирает.
В это время Роберт вместе с Габертом отправляются на кладбище Червет. Там они вскрывают две могилы. В одной оказывается скелет шакала, а в другой скелет младенца — сына Роберта — с пробитой головой. На них нападает стая собак, но им удаётся выбраться. Вечером Роберту сообщают, что его жена мертва.
Далее они отправляются к священнику, где узнают, что Дэмиен — посланник дьявола и нечистой силы, а няня готова жизнь отдать за него. Кроме того, им сообщают, как убить ребёнка и отдают ритуальные кинжалы. Роберт отказывается и по обстоятельствам кидает Габерта, после чего тот погибает. Роберт возвращается домой, где на него нападает собака, но он отбивается от неё. Далее он берёт ножницы, чтобы остричь волосы на голове Дэмиена и убедиться в том, что его сын действительно посланник дьявола. Он направляется в комнату Дэмиена и обнаруживает у мальчика под волосами знак «666». Как только Роберт отходит от кровати, на него со спины в припадке одержимости нападает няня, Дэмиен просыпается и начинает кричать. Роберт отбивается от няни и забирает ребёнка, выбегает из дома, садится в машину, направляясь в церковь. Он насмерть сбивает няню, которая пыталась их остановить, разбив лобовое стекло; полиция начинает за ним погоню.
Приехав к церкви, у алтаря Роберт не может убить ребёнка. В зал врываются сотрудники полиции, один из которых его убивает.
На похоронах Торна Дэмиен оказывается стоящим за руку с президентом.

## В ролях
| Актёр                    | Роль                    |
| ------------------------ | ----------------------- |
| Лев Шрайбер              | Роберт Торн             |
| Джулия Стайлз            | Кэтрин Торн             |
| Шимус Дэви-Фицпатрик     | Дэмиен Торн / Антихрист |
| Дэвид Тьюлис             | Фотограф Габерт         |
| Миа Фэрроу               | миссис Бейлок           |
| Аманда Хайнджерс         | Минара                  |
| Пит Постлетуэйт          | отец Бреннан            |
| Джованни Ломбардо Радиче | отец Спилетто           |
| Майкл Гэмбон             | Бугенхаген              |

## Съёмки
Рабочее название фильма — «Омен 666».
Харви Стивенс, актёр, игравший Дэмиена в фильме 1976 года, в этом фильме появился в роли репортёра бульварной газеты. Роль Кэтрин Торн первоначально была предложена Рэйчел Вайc. Однако она была вынуждена отказаться от неё по причине беременности. Также среди кандидаток на получение роли числились Лора Линни, Хоуп Дэвис, Алисия Уитт и Миа Фэрроу. Фэрроу порекомендовала Джулию Стайлз. Главные герои были намного омоложены по сравнению с фильмом-оригиналом. Сделано это было для того, чтобы максимально угодить основной целевой аудитории картины — подросткам.
Фильм вышел на экраны 6 июня 2006 года, дата символизирует число зверя.